# Photoinhibition
Unter Photoinhibition, auch Lichthemmung, versteht man die Hemmung der Photosynthese durch hohe Beleuchtungsstärken weit über dem Lichtsättigungspunkt. 
Die Ursachen der Photoinhibition liegen in der Energieübersättigung des Pigmentsystems. Betroffen ist vor allem das Reaktionszentrum des Photosystems II.
Absorbierte Lichtenergie wird dort stärker in Wärme gewandelt, wobei es zur Verminderung des Photoelektronentransports kommt.
Wenn diese überschüssige Anregungsenergie vom PS II nicht abgegeben werden kann, geht das angeregte Chlorophyll bevorzugt in den Triplettzustand (= durch Wärmeabgabe und Elektronenspinumkehr erreichtes Energieniveau der π-Elektronen des Chlorophylls) über, wodurch hoch reaktiver Singulett-Sauerstoff entsteht.
Wenn diese beiden Zustände durch β-Carotin oder den Xanthophyllzyklus (Umwandlung der überschüssigen Anregungsenergie in Wärme) nicht mehr abgefangen werden können, kommt es zur Photooxidation des Chlorophylls und damit zu dessen Inaktivierung.
Besonders deutlich zeigt sich die Photoinhibition bei Pflanzen mit C3-Photosynthese in ariden und subtropischen Gebieten (zum Beispiel sämtliche Obstarten). Diese Pflanzen mit ihrem niedrigen Photosynthesepotential, das bereits bei geringer Lichteinstrahlung gesättigt ist, sind besonders anfällig für Photoinhibition. 
C4-Pflanzen mit einem hohen Photosynthesepotential, das erst bei relativ hoher Lichteinstrahlung gesättigt ist, vertragen dagegen eine sehr viel höhere Lichteinstrahlung.